# Jacek Knap
Jacek Feliks Knap (ur. 18 grudnia 1987 w Warszawie) – polski aktor.

## Kariera
W 2015 roku ukończył studia aktorskie na Wydziale Aktorskim PWSFTviT w Łodzi. W tym samym roku debiutował w serialu O mnie się nie martw. Następnie zagrał gościnne role w serialach takich jak: Wojenne dziewczyny (2018), Na dobre i na złe (2018), Diagnoza (2018) czy Barwy szczęścia (2019). W 2019 został obsadzony w roli mecenasa Marka Kuleszy, byłego męża głównej bohaterki Marty, w serialu Polsatu Zawsze warto. Był nominowany do Telekamery 2020 w kategorii Aktor. W 2023 roku zastąpił Wojciecha Czerwińskiego i dołączył do obsady serialu Komisarz Alex (2023–2024), gdzie grał komisarza Andrzeja Sochonia i opiekuna psa Alexa.

## Filmografia
- 2015–2020: O mnie się nie martw
  - 2015: jako klient (odc. 15)
  - 2015: jako Kozłowski (odc. 24)
  - 2017: jako Andrzej Fabjański (odc. 91)
  - 2020: jako Artur Szulc
- 2015: Prokurator jako dziennikarz (odc. 5)
- 2016: Bodo jako konferansjer (odc. 10)
- 2017: W rytmie serca jako Michał Banaś (odc. 12)
- 2017: Niania w wielkim mieście jako operator kamery (odc. 12)
- 2017: Lekarze na start jako Tymon (odc. 50)
- 2018: Wojenne dziewczyny jako krupier Ksawery Wilski (odc. 20-21, 23-24)
- 2018: Na dobre i na złe jako Tomasz Borowski (odc. 699-700)
- 2018: Miłość jest wszystkim jako lektor
- 2018: Diagnoza jako Małek (odc. 16, 20)
- 2019: Barwy szczęścia jako lekarz (odc. 1998–1999, 2014, 2054)
- 2019–2020: Zawsze warto jako mecenas Marek Kulesza
- od 2020: Ludzie i bogowie jako porucznik Leszek Zaremba ps. „Onyks”
- 2021: Miłość do kwadratu jako Andrzej, brat „Enzo”
- 2021, 2024: Ojciec Mateusz różne role:
  - jako listonosz (odc. 317)
  - jako konsul (odc. 399)
- 2021: W jak morderstwo jako doktor Walczak
- 2021: Druga połowa jako redaktor Mateusz Ostrowski
- od 2022: Stulecie Winnych jako Julian Czerwiec
- 2022: Leśniczówka jako Czarek Górski (odc. 586–588, 590–593, 596–597)
- 2022: Komisarz Mama jako Wojtek Wierzbicki (odc. 33–34)
- 2022: Na Wspólnej jako Fabian Mokrzycki (odc. 3528–3529, 3533–3534, 3539, 3541, 3546–3547, 3549, 3551, 3553)
- 2022: Kobieta na dachu jako ginekolog
- 2022: Szczęścia chodzą parami jako mecenas Adam Majski
- 2023: Miłość do kwadratu jeszcze raz jako Andrzej, brat „Enzo”
- 2023–2024: Komisarz Alex jako komisarz Andrzej Sochoń